# Paul van Erkelens
P.A.E. (Paul) van Erkelens (Winterswijk, 10 april 1953) is een Nederlands politicus van D66. Hij was tussen 1991 en 1993 burgemeester van Winterswijk.

## Biografie
Van Erkelens was werkzaam in diverse functies binnen het onderwijs voordat hij in 1982 wethouder in de gemeente Hengelo werd. In 1991 werd hij benoemd tot burgemeester van de gemeente Winterswijk. Daarna was hij vanaf 1993 tot en met 2004 watergraaf van het waterschap Regge en Dinkel en daarna dijkgraaf van Wetterskip Fryslân.